# Lachema
PLIVA – Lachema a.s. byla do roku 2011 farmaceutická firma, která vznikla na konci roku 1999 z Lachema, a. s. její akvizicí chorvatskou farmaceutickou společností PLIVA d.d. Historie tohoto dříve národního podniku Lachema sídlícího ve vlastním areálu na ulici Karásek za železniční zastávkou v brněnských Řečkovicích sahá do padesátých let 20. století.

## Historie
Národní podnik Lachema (což je zkratka vyjadřující zaměření továrny – laboratorní a čisté chemické materiály) vznikl v roce 1953, kdy začal adjustovat čisté, laboratorní a speciální chemikálie. Již v padesátých letech se Lachema stala předním výrobcem analytických činidel a indikátorů, barviv pro mikroskopii, cukrů, aminokyselin a celé řady dalších chemikálií a biochemikálií.
V roce 1964 vznikl Ústav čistých chemikálií, centrum nového podniku, a pod již zavedenou značkou Lachema se spojil s několika jinými závody také zaměřených na výrobu kvalifikovaných chemikálií. Od konce 60. let se výrobní profil stále více zaměřoval na zdravotnictví, v Brně byla zahájena výroba prvních přípravků pro diagnostiku.
V roce 1980 byla vyrobena první injekce generického přípravku s účinnou látkou cisplatina. Od tohoto roku se Lachema stále více zaměřovala na vývoj a výrobu aktivních farmaceutických látek a farmaceutických přípravků. Původní výroba čistých, laboratorních a speciálních chemikálií byla od devadesátých let postupně utlumována. Od roku 2003 se firma zaměřovala výhradně na výrobu farmaceutických látek a farmaceutických přípravků, zvláště cytostatických.
Po privatizaci se majitelem Lachemy stal Chemapol Group, který se v roce 1998 dostal do hluboké vnitřní krize a rozhodl se Lachemu prodat. O její koupi se začala zajímat chorvatská farmaceutická firma Pliva, která koncem roku 1999 Lachemu skutečně zakoupila a firma změnila název společnosti na Pliva-Lachema. Ve firmě byl v roce 1999 otevřen moderní pavilon na výrobu cytostatických injekcí a následně pavilon jakosti, které obdržely certifikaci GMP. V roce 2006 byla dokončena rekonstrukce výrobny cytostatických tablet. Jak výrobna injekcí, tak výrobna tablet obdržely následně certifikaci GMP i pro trhy USA. Lachema se tak stala centrem výzkumu a vývoje protinádorových léčiv v rámci celé Plivy. 
24. října 2006 Lachema opět změnila majitele, když Plivu koupil přední americký výrobce generik firma Barr Pharmaceuticals. Barr se rozhodl do Lachemy investovat a obnovil již poněkud zastaralé výzkumné zázemí a modernizoval nebo rozšířil i některé výrobní prostory. 

### Historie vývoje léčiv
Zahájení programu protinádorových léčiv, včetně jejich lékových forem, se datuje do přelomu sedmdesátých a osmdesátých let, kdy se seběhlo několik náhodných a velmi příznivých okolností. Jeden ze závodů Lachemy (Kaznějov) využil výsledky odboru anorganické chemie VÚČCH a ve výrobním měřítku zvládl izolaci platiny z použitých automobilových katalyzátorů.Rovněž ztroskotalo jednání o využití zlepšovacího návrhu na přípravu cisplatiny s vedením několika závodů Spofy na řešení a výrobu tohoto nového cytostatika.
Souhrou okolností se v té době vrátil z onkologického kongresu ve Vídni primář doktor Zdeněk Mechl z Výzkumného ústavu klinické a experimentální onkologie (VÚKEO) v Brně, dnes Masarykův onkologický ústav (MOÚ). Ředitel tohoto ústavu, profesor Jaroslav Švejda, se jeho referencemi o úspěších cispatiny při léčbě testikulárních a ovariálních nádorů nadchl a byl otevřen okamžité spolupráci s Lachemou. Nejdůležitějším momentem pro další rozvoj Lachemy byla ovšem skutečnost, že se z doléčení svého nádorového onemocnění vrátil inženýr František Kiss, kterého vedení Lachemy pověřilo, aby se pokusil připravit čistou cisplatinu a propracoval literárně popsaný postup její syntézy dle zlepšovacího návrhu docenta Jaroslava Drobníka a doktorky Skarlett Reslové z Ústavu makromolekulární chemie ČSAV.
Po zjištění, že purifikace platinového komplexu (cisplatiny) byla zvládnuta v lékopisné kvalitě, rozhodlo se vedení Lachemy bezodkladně nabídnout substanci Spofě k výrobě generické lékové formy lyofilizovaných injekcí, které by odpovídaly nedávno registrovanému přípravku PLATINOL firmy Bristol Myers. Poté měly na Výzkumném ústavu farmacie a biochemie (VÚFB) proběhnout srovnávací testy akutní toxicity na myších. Vzhledem k tomu, že ing. Kiss neshledal na straně Spofy přílišné nadšení z preklinických zkoušek, spolu s docentem Drobníkem dospěli k rozhodnutí pokusit se finalizovat lékovou formu v rámci Lachemy. První sterilní injekce byly vyrobeny v Ústavu sér a očkovacích látek (ÚSOL) v roce 1980 pod názvem PLATIDIAM. 
Ve spolupráci s odbornými pracovišti se pak pod vedením ing. Františka Kisse začal v Lachemě formovat tým specialistů, který se vytvořil z odboru anorganické chemie, jehož pracovníci byli profesně vybaveni k zvládání výzkumu v oblasti syntézy a hodnocení  platinových komplexů. Vedle bezesporu zásadní role odboru léčiv je nutné zmínit se i o kolektivu organické chemie pod vedením syntetika ing. Jindřicha Běluši, pod jehož vedením byla v letech 1980–1981 úspěšně dokončena syntéza methotrexátu, u něhož bylo rovněž potřebné zajistit preklinické hodnocení. Obdobně tomu bylo i v případě antidota leukovorinu, které umožnilo zavedení vysokodávkové chemoterapie methotrexátem. Bělušův tým v krátké době zvládl i syntézu dacarbazinu a tamoxifenu, jejichž lékové formy úspěšně zavedl do výroby a zaregistroval odbor léčiv. Lachema tak vyráběla všechny lékové formy z vlastní substance a nebyla závislá na externích dodavatelích.

### Výroba léčiv
Po mimořádně úspěšném prvním pětiletém období přišlo vedení Lachemy s návrhem zařadit do programu léčiv další atraktivní léky. Rozšíření nového programu si vyžádalo i příchod nových specialistů. Došlo zde i k jedné kuriozitě, a to byl vývoj tablet s obsahem diltiazemu. Zde, díky absenci komunikace mezi Spofou a Lachemou, došlo v podstatě k prvnímu regulérnímu „socialistickému konkurenčnímu boji“, kdy Léčiva Praha a Lachema Brno pracovaly na vývoji lékové formy s řízeným uvolňováním. Tak přišly na svět BLOCALCIN z Lachemy Brno a DIACORDIN z Léčiv Praha. Oba přípravky pak byly Komisí pro nová léčiva zaregistrovány ve stejný den

#### Období vlastnictví firmou Chemapol
V roce 1996 se Chemapol stal výlučným vlastníkem Lachemy. V druhé polovině devadesátých let Lachema získala dva velké granty ministerstva průmyslu a obchodu, které dodaly oddělení vzpruhu. Jednalo se o grant z roku 1997 na nová léčiva k terapii nádorových onemocnění a grant z roku 1998 na léčiva k prevenci a léčbě virových onemocnění. 
Situace ve vývoji léčiv se zdála být, zejména díky doplnění kolektivu, stabilizovaná. Výzkumné oddělení léky nejen vyvíjelo, ale zajišťovalo i preklinické a klinické hodnocení, registrace a nakonec výrobu, odbor léčiv zahrnoval část chemické syntézy, část galenickou včetně předávání a validací výroby a rovněž oddělení registrací. Kontrola jakosti vyrobených léčiv do značné míry rovněž probíhala ve výzkumném ústavu, což se z dlouhodobé perspektivy ukázalo jako neudržitelné. Odbor léčiv tak hrál ve firmě až příliš velkou roli a logicky pak i problémy ve výrobě byly připisovány na jeho vrub.
Počátkem roku 2000 bylo v Lachemě připraveno k předání několik pevných lékových forem s obsahem leukovorinu, rimantadinu a memantinu, pracovalo se na pilotních šaržích amlodipinu, paroxetinu a bisoprololu. Další, jako například omeprazol, byla ve stádiu formulace. Byl dokončen vývoj suspenze acikloviru a sirupů rimantadinu a memantinu. Rimantadin byl navržen do strategických zásob ČR pro případ virové epidemie, ale nakonec zvítězil přípravek s obsahem oseltamiviru (TAMIFLU). Tablety s obsahem acikloviru (HERPESIN 200 a 400) dokonce obdržely v roce 1995 zlatou medaili na mezinárodním veletrhu léčiv MEFA a vývoj a publikace shrnující klinické hodnocení přípravku s obsahem rimantadinu obdrželo později první cenu společnosti klinické farmakologie. V oblasti formulace injekcí byl prakticky dokončen vývoj nových složení kapalných platinových komplexů a paklitaxelu.
Po rozpadu Chemapolu došlo ke krátkému vlastnictví bankou Credit Lyonnais, která získala 48 % z majority Chemapolu a zbytek 18 % získala investiční společnost II. Epic Holding. Cena Lachemy byla odhadnuta na 1,2 až 1,5 miliardy korun a získala ji chorvatská Pliva, která nabídla 1,18 miliardy korun. 
Z účinných látek Lachema zatím ještě vyráběla karboplatinu, cisplatinu, warfarin, memantin a rimantadin a lékové formy z cisplatiny (injekce PLATIDIAM), karboplatiny (injekce CYCLOPLATIN), 5-florouracilu (injekce La-FU), mitoxantronu (injekce REFADOR), dakarbazinu (injekce DACARBAZIN LACHEMA), dobutaminu (injekce DOBUTAMIN LACHEMA), leukovorinu (LEUCOVORIN Ca LACHEMA, injekce a tablety) acikloviru (injekce, krém a tablety HERPESIN), diltiazemu (tablety BLOCALCIN), enalaprilu (tablety ENALAPRIL LACHEMA), azidotimidinu (tablety AZITIDIN), tamoxifenu (tablety TAMOXIFEN LACHEMA) a methotrexátu (tablety a injekce METHOTREXÁT LACHEMA)  a leukovorinu (LEUCOVORIN Ca LACHEMA).
Celkově po vlastnictví Chemapolu došlo ke stagnaci prodejů na úrovni přibližně jedné miliardy korun ročně, což vytvořilo velké ztráty a došlo k propadu Lachemy do červených čísel.

#### Období vlastnictví firmou Pliva
Z hlediska strategie celé firmy v rámci zaměření na generická cytostatika došlo v průběhu let 2003 a 2004 k vyčlenění portfolia nesouvisejícího s hlavním předmětem podnikání a v roce 2005 došlo k definitivnímu vyčlenění skupiny PLIVA – Lachema Diagnostika s.r.o. z farmaceutické společnosti PLIVA – Lachema a.s. Ještě v roce 2001 tvořila diagnostika asi 30 procent z prodejů Lachemy.
Ve firmě se v té doby začal úspěšně rozvíjet i vývoj nových léčiv, který v oblasti platinových komplexů navázal na původní syntetickou skupinu. Tato skupina si za svůj cíl zvolila vývoj takového komplexu (koordinační sloučeniny) platiny, kterou by bylo možné podávat perorálně. Inspirovala se přitom strukturou adamantanů, na jejíž syntéze i derivátech se Lachema již dlouhodobě podílela, a byly i součástí jejího výrobního portfolia. V rámci nového grantu ministerstva průmyslu proto byla syntetizována řada zajímavých komplexů čtyřmocné platiny s deriváty adamantanu. Jako nejperspektivnější byl vybrán komplex pod kódovým označením LA-12, na který podala Lachema v roce 1998 patentovou přihlášku. Tak se ve spolupráci s vybranými akademickými a externími pracovišti zrodilo první originální lachemské protinádorové léčivo. V této době také došlo kompletně k přestavbě výzkumných laboratoří tak, aby vše odpovídalo režimu GMP pro přípravu vzorků pro klinická hodnocení. 

##### Výroba tablet
Produkce necytostatických tablet v Brně akvizicí PLIVA po deseti letech skončila, jelikož nemohla konkurovat Zagrebské moderní hale. Výroba vysoce stabilních tablet ENALAPRIL byla převedena, přes odborné protesty z řad výzkumu, do Indie a výroba tablet BLOCALCIN, LAWARIN (warfarin) a HERPESIN (aciklovir) byla převedena do Plivy Krakov (dřívější Polfa). Zastaven byl i entuziastický projekt vybudování nové haly na výrobu cytostatických tablet. Přesto Brno dostalo svolení k levnější rekonstrukci necytostatické tabletovny, kterou tradičně zajišťovala firma Block. Stará tabletovna cytostatik byla již z rozhodnutí SÚKL nevyhovující a proto se hledal na přechodnou dobu nový výrobce. Stala se jím francouzská firma Elaiapharm, kam byl úspěšně, opět pracovníky výzkumu, převeden TAMOXIFEN.
Příslib pokračování výroby cytostatických tablet pro Lachemu vedl k zadání vývoje léků s obsahem moderních cytostatik na bázi bikalutamidu, anastrozolu, letrozolu a exemestanu pro Evropský trh i pro USA. Pro výrobu v Indii se formulovaly tvrdé tobolky s obsahem takrolimu. Po úspěšném vývoji, který byl finalizován již v nové, zrekonstruované tabletovně, která mezi tím obdržela certifikaci GMP, byly uskutečněny i zkoušky bioekvivalence tablet s obsahem bikalutamidu, anastrozolu a letrozolu. 

##### Výroba injekcí
Na strategii vývoje injekcí se prakticky nic neměnilo, jelikož Pliva s cytostatickými injekcemi vždy počítala. Vzhledem k odlišnému charakteru výzkumu se pracovníci vývoje především účastnili zavádění do výroby, a proto trávili většinu svého pracovního času ve výrobně cytostatických injekcí, kde zaváděli nové síly a inovovali lékové formy již stávajících přípravků. Problém byl pouze s výrobou necytostatických injekcí, na které neměla Lachema výrobní možnosti ani kapacity a kam patřil leukovorin. Výroba nových sil kapalných lékových forem se proto uskutečňovala na Slovensku, ve firmě Mediproduct v Lipanech.

##### Výroba substancí
Produkce léčivých látek došla v tomto období redukce. Výroba adamantanových a diamantanových derivátů byla převedena do vyčleněné společnosti Lachema, s.r.o. a výroba warfarinu byla převedena do Zagrebu. Nadále byly vyráběny platinové deriváty. Sortiment léků v této době rozšířila nová léková forma injekce oxaliplatiny, která získala registraci SÚKL. Lachema se v tuto chvíli však zachovala poněkud nestandardně a sama požádala o zrušení registrace, a trvalo nějaký čas, než registraci opět získala.
Celková bilance hospodaření za toto období byla ovšem neradostná a období vlastnictví Plivou čítalo ztrátu půl miliardy korun, což činilo takřka polovinu ceny, za kterou ji Pliva zakoupila. Někteří to přičítají tomu, že si Lachema byla u Plivy nucena zřídit příliš velký úvěr na půjčku do svého provozu, jiní poukazují na to, že Lachema akvizicí Plivy ztratila své obchodní zastoupení a distribuce zboží se tak zkomplikovala. Je ovšem nutné započítat i velké investice do stavby nových pavilonů a rekonstrukci cytostatické tabletovny v roce 2005.

#### Období vlastnictví firmou Barr
Akvizice celé Plivy Barrem v roce 2006 byla nečekaná. Přestože se na stránkách Plivy mluvilo s entusiasmem o silném strategickém partnerovi, generální ředitel Plivy Željko Čović odstoupil, stejně jako respektovaná a snad všemi výzkumníky oblíbená ředitelka pro výzkum Zdravka Knežević. 
Zatímco Barr měl bohaté zkušenosti s necytostatickými léčivými přípravky, neměl zkušenost s vývojem a výrobou cytostatik. Barr proto schválil vznik nové výrobny, která měla podpořit vývoz léku IRINOTECAN na americký trh a tržby záhy přesáhly miliardu korun, kdy na export šla téměř polovina produkce. Barr rovněž zahájil investici více než půl miliardy korun na výstavbu další výrobní jednotky pro cytostatické injekce, přičemž se očekával nárůst 130 volných pracovních míst v oblasti farmaceutické výroby a kontroly jakosti. V oblasti vývoje nových léků došlo k tomu, že Barr schválil též investice do nových zařízení na vývoj léčiv. Vývojové laboratoře, které byly vedeny v režimu GMP, což byl v oblasti farmaceutických firem unikát, byly vybaveny novými přístroji k tomu, aby zde mohla být zahájena i další výrobaklinických šarží.
Dokumentace přípravků vyvinutých na odboru léčiv, kde se přikročilo k validaci přípravků již v pilotním měřítku, tvořily součást podkladů inspektorům FDA. S výsledkem „excellent“ pak nová výroba v roce 2008 obdržela certifikaci GMP s možností exportů do USA.
Není jistě třeba zdůrazňovat, jakou vzpruhou byla pro zaměstnance rozhodnutí amerického vlastníka, což se zřejmě promítlo i v tom, že Lachema v roce 2008 zvítězila v soutěži o nejlepšího zaměstnavatele v Jihomoravském regionu, zatímco předtím se umístila na druhém místě. 

#### Období vlastnictví firmou Teva
23. prosince 2008 se stala celá firma Barr Pharmaceuticals, Inc. (včetně Lachemy) součástí izraelské firmy Teva Pharmaceutical Industries Ltd.
Už jen pohled na sortiment výrobků Tevy vyvolával takřka u všech pracovníků Lachemy tísnivé pocity. Teva se tak stala majitelem největšího evropského generického konkurenta a dvojí registrace stejných léků nepřicházela v úvahu. Přesto zde svitla naděje, že Teva alespoň využije nově certifikované haly na výrobu cytostatik nebo certifikované vývojové laboratoře pro výrobu klinických vzorků. Nic z toho se však nestalo. Rozhodnutí Tevy bylo konečné. V únoru Teva uzavřela výzkum a výrobu pevných lékových forem a tak již začátkem března firmu opustilo přes sedmdesát pracovníků výzkumu a výroby cytostatických tablet. V září Teva oznámila, že ruší většinu pracovních míst v brněnské společnosti a o práci přišlo dalších čtyři sta zaměstnanců farmaceutické výroby. Koncem dubna se začalo jednat o prodeji firmy.
Ačkoliv o Lachemu projevila zájem nizozemská firma Synthon, která spolupracovala s odborem léčiv již od devadesátých let a v roce 2000 koupila bývalou pobočku v Blansku, kam investovala čtvrt miliardy korun, Teva vedla jednání k uzavření Lachemy. K bývalým zaměstnancům Lachemy byla ovšem Teva štědrá a tak jim vyplatila nadstandardní odstupné ve výši devíti až šestnáctiapůl násobku průměrné měsíční mzdy dle délky zaměstnání ve firmě. Drobní akcionáři, převážně z řad bývalých zaměstnanců, pak byli nuceni své akcie prodat většinovému vlastníkovi. Hospodaření Lachemy v roce 2008 skončilo historicky nejvyšší a poslední ztrátou ve výši 405 milionů. 21. září 2009 bylo oznámeno uzavření podniku do konce roku a propuštění stovek zaměstnanců.

## Likvidace
S účinností od 1. ledna 2010 vstoupila společnost PLIVA-Lachema a.s. do likvidace. Likvidátorem společnosti byl jmenován Martin Hájek. V průběhu likvidace užívala společnost název „PLIVA – Lachema a.s., v likvidaci“. Likvidace společnosti byla ukončena v červenci 2011.
Po mnoha desetiletích činnosti tohoto výrobce zbylo celkem 107 patentů z oblasti chemie a farmacie, které lze najít ve veřejné databázi od roku 1971, z nichž 46 pochází z období od akvizice Plivou, a řada odborných publikací. Většina výrobků byla delistována a některé nabídnuty k licenci. Lachema má však několik nepřímých nástupců. V bývalé hale na výrobu cytostatických injekcí sídlí firma Oncomed Manufacturing, která zde nadále vyrábí cytostatické přípravky. Budovu výzkumného ústavu a administrativní budovy zakoupila firma Biovendor Brno, která se zabývá vývojem a výrobou diagnostiky. Jediným držitelem známky Lachema je společnost Erba Lachema, Mannheim, zabývající se výrobou a prodejem přípravků pro močovou analýzu, klinickou biochemii a mikrobiologii.

## Přehled vyvinutých nebo vyráběných léčivých přípravků
V následujícím seznamu je uvedena vždy před lomítkem léčivá látka a za ním její léková forma:
- fluoruracil / La-FU (inj.)
- aciklovir / Herpesin (tbl., crm.)
- azidotimidin / Azitidin (tbl.)
- cisplatina / Platidiam (inj.)
- dakarbazin / Dacarbazin Lachema (inj.)
- diltiazem hydrochlorid / Blocalcin (tbl.)
- dobutamin / Dobutamin Lachema (inj.)
- enalapril maleinát / Enalapril (tbl.)
- finasterid / Finasteride Pliva (tbl.) (výroba realizována v Zagrebu pod názvem Mostrafin tbl.)
- karboplatina / Cycloplatin (inj.)
- leukovorin, vápenatá sůl / Leucovorin Ca Lachema (inj., tbl.)
- methotrexát / Methotrexat Lachema (inj., tbl.)
- mitoxantron / Refador (inj.)
- rimantadin hydrochlorid / Maridin (tbl.)
- tamoxifen / Tamoxifen Lachema (tbl.)
- warfarin, sodná sůl / Lawarin (tbl.)

## Certifikace
Společnost PLIVA – Lachema a.s. byla v roce 2004 klasifikována americkou certifikační agenturou FDA jako způsobilá pro výrobu aktivních farmaceutických substancí a steriliních lékových forem Dacarbazin a Carboplatin (držitel certifikátu Správné výrobní praxe, certifikátu ISO 9001:2000, ISO 14 001).